# Canada Masters 2025
Canada Masters 2025 (cunoscut drept National Bank Open presented by Rogers) a fost un turneu de tenis din circuitul profesionist masculin ATP Tour și feminin WTA Tour, disputat pe terenuri deschise cu suprafață dură. Cea de-a 135-a ediție a Canada Masters masculin și cea de-a 123-a ediție a Canada Masters feminin s-a desfășurat între 27 iulie și 7 august 2025 în marile orașe canadiene Toronto și Montreal, ca parte a sezonului nord-american de vară pe terenuri de beton US Open Series.
În conformitate cu tendința de extindere a turneelor Masters și a turneelor feminine WTA 1000 începând cu sezonul 2023, Canadian Open și Cincinnati Open au mărit numărul de jucători din simplu de la 56 la 96, ceea ce înseamnă un format de șapte runde, similar cu cel al turneelor de Grand Slam. La dublu, numărul a crescut la 32 de perechi. Odată cu aceasta, durata turneului s-a prelungit la douăsprezece zile.Turneul masculin, cu un fond de premii de 9.193.540 de dolari americani, se desfășoară la Sobeys Stadium din Toronto și face parte din categoria ATP Masters 1000. Turneul feminin, cu un buget de 5.152.599 de dolari, se desfășoară la Montreal, pe terenul central al IGA Stadium. În circuitul WTA, acesta face parte din categoria WTA 1000.

## Campioni

### Simplu masculin
Pentru mai multe informații consultați Canada Masters 2025 – Simplu masculin

### Simplu feminin
Pentru mai multe informații consultați Canada Masters 2025 – Simplu feminin

### Dublu masculin
Pentru mai multe informații consultați Canada Masters 2025 – Dublu masculin

### Dublu feminin
Pentru mai multe informații consultați Canada Masters 2025 – Dublu feminin

## Puncte și premii în bani

### Distribuția punctelor
| Probă           | Câștigător | Finalist | Semifinalist | Sfertfinalist | Runda 4 | Runda 3 | Runda 2 | Runda 1 | Q   | Q1  |
| Simplu masculin | 1000       | 650      | 400          | 200           | 100     | 50      | 30*     | 10**    | 20  | 0   |
| Dublu masculin  | 1000       | 600      | 360          | 180           | 90      | 0       | N/A     | N/A     | N/A | N/A |
| Simplu feminin  | 1000       | 650      | 390          | 215           | 120     | 65      | 35*     | 10      | 30  | 2   |
| Dublu feminin   | 1000       | 650      | 390          | 215           | 120     | 10      | N/A     | N/A     | N/A | N/A |

### Premii în bani
| Probă           | Câștigător  | Finalist  | Semifinalist | Sfertfinalist | Runda patru | Runda trei | Runda doi | Runda unu | Q1      |
| Simplu masculin | 1.124.360 $ | 597.890 $ | 332.160 $    | 189.075 $     | 103.225 $   | 60.400 $   | 35.260 $  | 23.760 $  | 0 $     |
| Dublu masculin* | 457.150 $   | 242.020 $ | 129.970 $    | 65.000 $      | 34.850 $    | 19.050 $   | N/A       | N/A       | N/A     |
| Simplu feminin  | 752.275 $   | 391.600 $ | 206.100 $    | 107.000 $     | 56.703 $    | 33.000 $   | 19.705 $  | 12.770 $  | 7.000 $ |
| Dublu feminin*  | 262.780 $   | 139.120 $ | 74.700 $     | 37.360 $      | 19.970 $    | 10.950 $   | N/A       | N/A       | N/A     |

*per echipă